# Bundesregierung Kurz I
Die Bundesregierung Kurz I war von 18. Dezember 2017 bis 28. Mai 2019 die amtierende Bundesregierung der Zweiten Republik Österreich. Die ursprüngliche Koalitionsregierung wurde nach Beauftragung zur Regierungsbildung durch den Bundespräsidenten von Sebastian Kurz, Bundesparteiobmann der aus der Nationalratswahl am 15. Oktober 2017 als stimmenstärkste Fraktion hervorgegangenen Österreichischen Volkspartei (ÖVP; türkis), gebildet. Die von Alexander Van der Bellen ernannte und angelobte, und im Mai 2019 aufgekündigte Bundesregierung bestand aus Mitgliedern der ÖVP unter Bundeskanzler Kurz, sowie der Freiheitlichen Partei Österreichs (FPÖ; blau) unter Vizekanzler Heinz-Christian Strache. Sebastian Kurz war zum Amtsantritt der jüngste amtierende Regierungschef der Welt.
Am 23. Oktober 2017 wurde von der ÖVP der Beschluss gefasst, mit der FPÖ in Koalitionsverhandlungen für eine türkis-blaue Koalition zu treten; dies wurde am selben Tag auch dem Bundespräsidenten kommuniziert. Die Sozialdemokratische Partei Österreichs (SPÖ) unter dem damaligen Kanzler Christian Kern kündigte am selben Tag den Gang in die Opposition an. Am 24. Oktober gab Kurz die Entscheidung, mit der FPÖ koalieren zu wollen, auch der Öffentlichkeit bekannt. Die offiziellen Koalitionsverhandlungen begannen am 25. Oktober mit einer Sitzung im Palais Niederösterreich. Am 15. Dezember wurde der Abschluss der Verhandlungen bekanntgegeben.
Im Zuge der Ibiza-Affäre um Vizekanzler Heinz-Christian Strache erklärte dieser am 18. Mai 2019 seinen Rücktritt aus der Regierung. Bundeskanzler Kurz erklärte am Abend desselben Tages die Koalition für beendet. Kurz informierte im Anschluss Bundespräsident Van der Bellen über Pläne für die vorzeitige Auflösung des Parlaments. 
Am 20. Mai 2019 bat Strache den Bundespräsidenten schriftlich um die Enthebung aus seinem Amt, tags darauf suchte Kanzler Kurz beim Bundespräsidenten um die Entlassung des amtierenden Innenministers, Herbert Kickl, nach; ein in der Zweiten Republik erstmaliger Vorgang. Nachdem die verbliebenen FPÖ-Regierungsmitglieder dies für diesen Fall schon in den Tagen zuvor angekündigt hatten, baten sie am 21. Mai um ihre Enthebung aus ihren Ämtern. Für den Verbleib hat sich die zwar von der FPÖ nominierte, jedoch parteilose Außenministerin Karin Kneissl entschieden. Van der Bellen beauftragte Kurz deshalb, eine funktionsfähige Bundesregierung sicherzustellen und die freiwerdenden Posten mit Experten zu besetzen.
Am 22. Mai 2019 wurden vom Bundespräsidenten gemäß Art. 70 Abs. 1 B-VG Innenminister Kickl auf Vorschlag des Bundeskanzlers aus der Regierung entlassen und die Enthebung der weiteren Regierungsmitglieder auf deren Wunsch hin gemäß Art. 74 Abs. 3 vorgenommen. Gleichzeitig mit diesem Formalakt wurde Bundesminister Hartwig Löger (Finanzen, ÖVP) zum Vizekanzler ernannt. Die von Kurz vorgeschlagenen vier Experten wurden als Bundesminister angelobt. Schließlich wurde Bundesministerin Juliane Bogner-Strauß (ÖVP), zusätzlich zu ihrem bisherigen Ressort, mit den Agenden Beamten und Sport (zuvor bei Vizekanzler Strache angesiedelt) betraut. 
Ab diesem Tag regierte Bundeskanzler Kurz mit seinem Kabinett als ÖVP-geführte Minderheitsregierung. Am 27. Mai 2019 wurde der Regierung Kurz I auf Antrag der SPÖ mit der Zustimmung von FPÖ und JETZT schließlich von der Mehrheit des Nationalrats das Vertrauen versagt. Tags darauf wurde vom Bundespräsidenten die gesamte Regierung Kurz I des Amtes enthoben. Gleichzeitig wurde der bisherige Vizekanzler Hartwig Löger mit der Fortführung der Verwaltung und dem Vorsitz in der einstweiligen Bundesregierung (ohne Sebastian Kurz) und anschließend die bisherigen Minister mit der Fortführung der Amtsgeschäfte in ihren Ressorts betraut.
Bis zu der noch von Bundeskanzler Kurz am 18. Mai 2019 im Zuge der Beendigung der Koalitionsregierung für den Herbst angesetzten Neuwahl des Nationalrates wurde am 3. Juni die einstweilige Bundesregierung Löger durch die als Übergangsregierung angelegte Beamtenregierung Bierlein ersetzt.

## Koalitionsverhandlungen

### Steuerungsgruppe
Die Obleute von ÖVP und FPÖ richteten für die Koalitionsverhandlungen eine Steuerungsgruppe ein, der sie auch selbst angehörten. Das erste Treffen fand am 25. Oktober 2017 statt.
- ÖVP:

1. Sebastian Kurz
2. Elisabeth Köstinger
3. Stefan Steiner
4. Gernot Blümel
5. Bettina Glatz-Kremsner

- FPÖ:

1. Heinz-Christian Strache
2. Norbert Hofer
3. Herbert Kickl
4. Norbert Nemeth
5. Anneliese Kitzmüller

### Clustergruppen
1. Staat und Gesellschaft: Sprecher: Josef Moser (ÖVP) und Harald Stefan (FPÖ)
- Medien:
  - ÖVP: Gernot Blümel, Gerald Fleischmann, Hans Gasser (ehemaliger Styria-Manager)
  - FPÖ: Hans-Jörg Jenewein, Norbert Steger, Susanne Fürst
- Justiz:
  - ÖVP: Wolfgang Brandstetter, Eva Schütz, Michaela Steinacker
  - FPÖ: Peter Fichtenbauer, Rüdiger Schender
- Sport:
  - ÖVP: Michael Walchhofer, Kira Grünberg, Rainer Rösslhuber
  - FPÖ: Petra Steger, Peter Haubner, Dietbert Kowarik, Christian Höbart
- Kunst und Kultur:
  - ÖVP: Martin Engelberg, Christopher Drexler, Maria Großbauer, Agnes Husslein
  - FPÖ: Walter Rosenkranz, Claudio Eustacchio
- Verwaltungsreform und Verfassung:
  - ÖVP: Josef Moser, Klaus Poier, Alfred Riedl
  - FPÖ: Harald Stefan, Wolfgang Zanger, Matthias Eder (FPÖ Graz)
- Europa und Außenpolitik:
  - ÖVP: Elisabeth Köstinger, Reinhold Lopatka, Alexander Schallenberg
  - FPÖ: Harald Vilimsky, Johann Gudenus, Karin Kneissl
- Integration
  - ÖVP: Efgani Dönmez, Kurt Hohensinner, Susanne Knasmüller
  - FPÖ: Gernot Darmann, David Lasar, Rudolf Moser (Grazer Gemeinderat)

2. Sicherheit, Ordnung und Heimatschutz: Sprecher: Wolfgang Sobotka (ÖVP) und Walter Rosenkranz (FPÖ)
- Innere Sicherheit
  - ÖVP: Wolfgang Sobotka, Karl Mahrer, Werner Amon
  - FPÖ: Walter Rosenkranz, Johann Tschürtz
- Landesverteidigung
  - ÖVP: Wolfgang Sobotka, Karl Nehammer, Michael Hammer
  - FPÖ: Mario Kunasek, Reinhard Eugen Bösch

3. Fairness und neue Gerechtigkeit: Sprecher: August Wöginger (ÖVP) und Dagmar Belakowitsch (FPÖ)
- Gesundheit:
  - ÖVP: Christine Haberlander, Christopher Drexler, Alexander Biach, Gottfried Haber
  - FPÖ: Reinhart Waneck, Beate Hartinger, Brigitte Povysil
- Arbeit:
  - ÖVP: Karlheinz Kopf, Barbara Eibinger-Miedl, Helwig Aubauer
  - FPÖ: Bernhard Rösch, Peter Wurm, Helmut Günther
- Pensionen:
  - ÖVP: Ingrid Korosec, Stefan Schnöll
  - FPÖ: Werner Neubauer, Christian Ragger, Helmut Günther
- Frauen:
  - ÖVP: Dorothea Schittenhelm, Carmen Jeitler-Cincelli, Bernadett Humer
  - FPÖ: Carmen Schimanek, Marlene Svazek, Petra Steger
- Familie und Jugend:
  - ÖVP: Veronika Marte, Martina Leibovici-Mühlberger, Klaudia Tanner, Claudia Plakolm
  - FPÖ: Anneliese Kitzmüller, Petra Steger, Marlene Svazek
- Soziales und Konsumentenschutz:
  - ÖVP: August Wöginger, Gaby Schwarz, Wolfgang Mazal
  - FPÖ: Dagmar Belakowitsch, Christian Ragger, Peter Wurm

4. Standort: Sprecher: Bettina Glatz-Kremsner (ÖVP) und Hubert Fuchs (FPÖ)
- Finanzen und Steuern:
  - ÖVP: Hans Jörg Schelling, Othmar Karas, Bernhard Gröhs
  - FPÖ: Robert Lugar, Alexander Petschnig, Eduard Schock, Barbara Kolm
- Tourismus:
  - ÖVP: Franz Hörl, Petra Nocker-Schwarzenbacher, Elisabeth Gürtler
  - FPÖ: Gerald Hauser, Roman Haider, Rudolf Federspiel
- Wirtschaft und Entbürokratisierung:
  - ÖVP: Michael Strugl, Peter Haubner, Antonella Mei-Pochtler
  - FPÖ: Andreas Rabl, Mario Eustacchio, Axel Kassegger, Matthias Krenn
- Verkehr und Infrastruktur:
  - ÖVP: Andreas Ottenschläger, Claudia Schmidt, Günther Ofner
  - FPÖ: Günther Steinkellner, Christian Hafenecker, Arnold Schiefer
- Energie:
  - ÖVP: Stephan Pernkopf, Magnus Brunner, Josef Plank
  - FPÖ: Wolfgang Klinger, Axel Kassegger, Dietmar Preinstorfer

5. Zukunft: Sprecher: Elisabeth Köstinger (ÖVP) und Axel Kassegger (FPÖ)
- Wissenschaft und Forschung:
  - ÖVP: Barbara Eibinger-Miedl, Elmar Pichl, Markus Hengstschläger
  - FPÖ: Leopold Schöggl, Felix Mayrbäurl, Petra Steger
- Digitalisierung und Innovation:
  - ÖVP: Harald Mahrer, Eva-Maria Himmelbauer, Therese Niss, Florian Gschwandtner
  - FPÖ: Gerhard Deimek, Christian Höbart, Andreas Reichhardt
- Bildung:
  - ÖVP: Andreas Salcher, Bettina Rausch, Christine Haberlander
  - FPÖ: Wendelin Mölzer, Monika Mühlwerth, Elisabeth Dieringer-Granza
- Umwelt:
  - ÖVP: Andrä Rupprechter, Michael Strugl, Monika Langthaler
  - FPÖ: Walter Rauch, Gerhard Deimek
- Landwirtschaft und ländlicher Raum:
  - ÖVP: Andrea Schwarzmann, Georg Strasser, Alfred Riedl
  - FPÖ: Manfred Muhr, Gottfried Waldhäusl, Walter Rauch

## Regierungsprogramm
Das 182 Seiten starke Regierungsprogramm „Zusammen. Für unser Österreich.“ wurde im Dezember 2017 der Öffentlichkeit präsentiert. Die Prinzipien der Regierungsarbeit seien Freiheit, Verantwortung, Heimat, Sicherheit, Generationengerechtigkeit, Familie, Nachhaltigkeit, Leistung, Chancengleichheit, Klarheit und Subsidiarität. Die Regierung wolle unternehmerische Initiative fördern, die Fleißigen belohnen und einen sozialen Ausgleich unter allen Gesellschaftsschichten sichern. Ziel sei es die Steuer- und Abgabenlast nachhaltig zu senken und mittelfristig keine neuen Schulden mehr zu machen. Der Sozialstaat solle vor Missbrauch geschützt werden und die illegale Migration nach Österreich gestoppt werden.

## Regierungsmitglieder

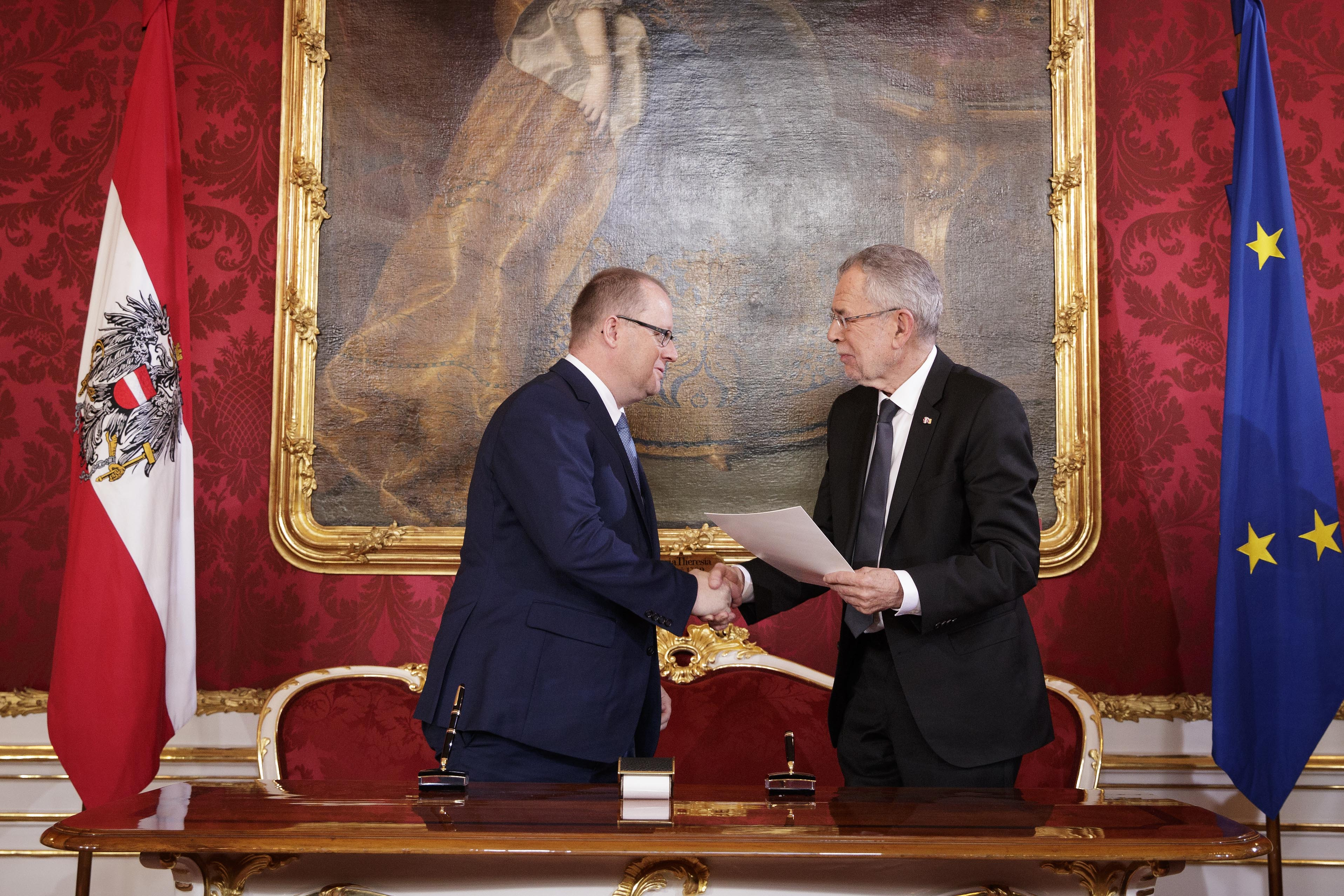
Staatssekretär Hubert Fuchs (links) bei der Angelobung (2017)

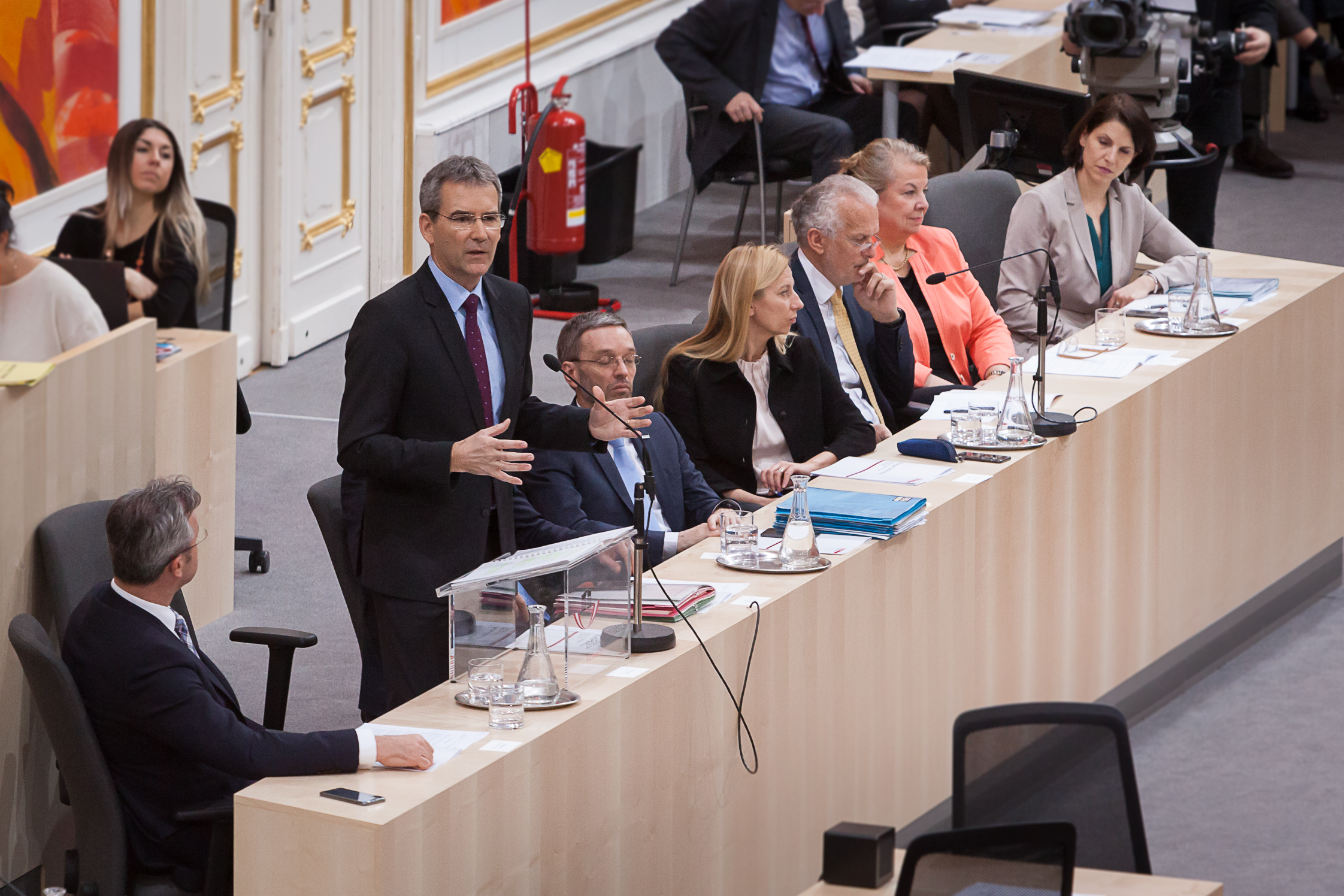
Budgetrede von Finanzminister Hartwig Löger (2018)

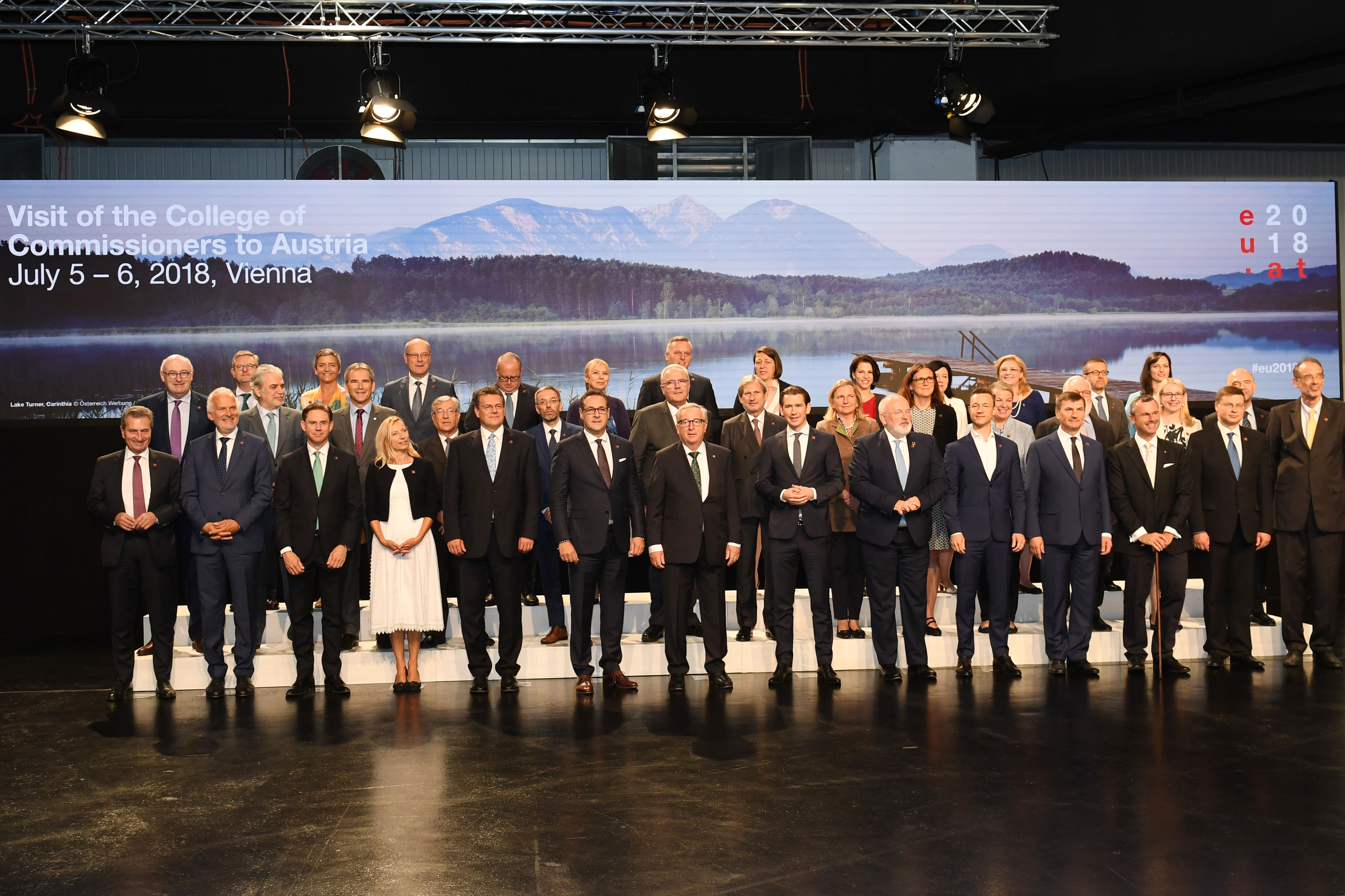
Treffen der Bundesregierung Kurz I mit der Europäischen Kommission am 6. Juli 2018 im Rahmen der Österreichischen EU-Ratspräsidentschaft 2018

Von den Ministern der Bundesregierung Kurz I waren fünf (Bogner-Strauß, Fassmann, Schramböck, Löger und Kneissl) politische Quereinsteiger. Sebastian Kurz war weiters das einzige Regierungsmitglied, das bereits zuvor in einer Bundesregierung vertreten war. Die Zahl der Ministerinnen erhöhte sich im Vergleich zur Bundesregierung Kern von drei auf fünf. Regierungssprecher war Peter Launsky-Tieffenthal.
Am 20. Dezember wurde die neue Ressortaufteilung durch Novelle des Bundesministeriengesetzes beschlossen, die am 8. Jänner 2018 in Kraft trat.
| Amt                                                   | Foto | Name                                                                                | Partei | Partei                            | Staatssekretär                | Foto | Partei | Partei |
| ----------------------------------------------------- | ---- | ----------------------------------------------------------------------------------- | ------ | --------------------------------- | ----------------------------- | ---- | ------ | ------ |
| Bundeskanzler                                         |      | Sebastian Kurz                                                                      |        | ÖVP                               |                               |      |        |        |
| Vizekanzler                                           |      | Heinz-Christian Strache bis 22. Mai 2019                                            |        | FPÖ                               |                               |      |        |        |
| Vizekanzler                                           |      | Hartwig Löger ab 22. Mai 2019                                                       |        | Parteilos (von der ÖVP nominiert) |                               |      |        |        |
| Öffentlicher Dienst und Sport                         |      | Heinz-Christian Strache bis 22. Mai 2019                                            |        | FPÖ                               |                               |      |        |        |
| Öffentlicher Dienst und Sport                         |      | Juliane Bogner-Strauß ab 22. Mai 2019 mit der Fortführung der Amtsgeschäfte betraut |        | ÖVP                               |                               |      |        |        |
| Europa, Integration und Äußeres                       |      | Karin Kneissl                                                                       |        | Parteilos (von der FPÖ nominiert) |                               |      |        |        |
| Inneres                                               |      | Herbert Kickl bis 22. Mai 2019                                                      |        | FPÖ                               | Karoline Edtstadler           |      |        | ÖVP    |
| Inneres                                               |      | Eckart Ratz ab 22. Mai 2019                                                         |        | Parteilos                         | Karoline Edtstadler           |      |        | ÖVP    |
| Verfassung, Reformen, Deregulierung und Justiz        |      | Josef Moser                                                                         |        | Parteilos (von der ÖVP nominiert) |                               |      |        |        |
| Finanzen                                              |      | Hartwig Löger                                                                       |        | Parteilos (von der ÖVP nominiert) | Hubert Fuchs bis 22. Mai 2019 |      |        | FPÖ    |
| Arbeit, Soziales, Gesundheit und Konsumentenschutz    |      | Beate Hartinger-Klein bis 22. Mai 2019                                              |        | FPÖ                               |                               |      |        |        |
| Arbeit, Soziales, Gesundheit und Konsumentenschutz    |      | Walter Pöltner ab 22. Mai 2019                                                      |        | Parteilos                         |                               |      |        |        |
| Nachhaltigkeit und Tourismus                          |      | Elisabeth Köstinger                                                                 |        | ÖVP                               |                               |      |        |        |
| Landesverteidigung                                    |      | Mario Kunasek bis 22. Mai 2019                                                      |        | FPÖ                               |                               |      |        |        |
| Landesverteidigung                                    |      | Johann Luif ab 22. Mai 2019                                                         |        | Parteilos                         |                               |      |        |        |
| Verkehr, Innovation und Technologie                   |      | Norbert Hofer bis 22. Mai 2019                                                      |        | FPÖ                               |                               |      |        |        |
| Verkehr, Innovation und Technologie                   |      | Valerie Hackl ab 22. Mai 2019                                                       |        | Parteilos                         |                               |      |        |        |
| Bildung, Wissenschaft und Forschung                   |      | Heinz Faßmann                                                                       |        | Parteilos (von der ÖVP nominiert) |                               |      |        |        |
| Digitalisierung und Wirtschaftsstandort               |      | Margarete Schramböck                                                                |        | ÖVP                               |                               |      |        |        |
| Kanzleramtsministerin für Frauen, Familien und Jugend |      | Juliane Bogner-Strauß                                                               | ÖVP    |                                   |                               |      |        |        |
| Kanzleramtsminister für EU, Kunst, Kultur und Medien  |      | Gernot Blümel                                                                       | ÖVP    |                                   |                               |      |        |        |

## Beurteilung durch Politologen
Ein Jahr nach Angelobung der Regierung im Dezember 2017 bezeichnete der Politikwissenschaftler Peter Filzmaier die Regierung als „klassische Koalition“ der Tauschgeschäfte. Diese seien die Basis für das Finden eines Regierungsprogramms gewesen, etwa verzichtete die FPÖ auf ihren Widerstand gegen das Handelsabkommen CETA, während die ÖVP der Rückgängigmachung des Rauchverbotes in der Gastronomie zustimmte. Andererseits würde die Regierung Kompromisse im parlamentarischen Prozess mit der Opposition ablehnen, mit dem Argument, man mache keine Tauschgeschäfte. Filzmaier bezeichnete dies als „Kommunikationsgag“.
Filzmaier und die Politologin Kathrin Stainer-Hämmerle befanden nach dem ersten Jahr deren öffentliche Kommunikation am Auffälligsten. Es sei gelungen, nach außen das Bild zu vermitteln, nicht zu streiten. Die Kommunikationsarbeit sei „unbestritten professionell“. Themen, die internen Konfliktstoff bieten, würden möglichst totgeschwiegen. Stainer-Hämmerle kritisierte, dass parlamentarische Verfahren teilweise „übergangen oder ausgehebelt“ wurden, etwa bei Begutachtungen. Dieser Stil des „Drüberfahrens“ würde Verfassungsgerichtshof und Europäischen Gerichtshof noch beschäftigen. Viele Beschlüsse, wie etwa Tempo 140 km/h auf der Autobahn, seien außerdem vor allem „symbolisch“, vieles sei auch im „Ankündigungsmodus“ stecken geblieben.

## Demonstrationen
Anlässlich der Angelobung der ÖVP/FPÖ-Koalition durch den Bundespräsidenten im Leopoldinischen Trakt in der Hofburg riefen neun linke Organisationen zu Demonstrationen auf, deren Endpunkt der Heldenplatz war. Aufgrund der Gewaltdemonstrationen bei der Angelobung der Bundesregierung Schüssel I im Jahr 2000 wurde über den nördlichen Teil des Heldenplatzes, in dessen unmittelbarer Nähe sich der Ballhausplatz mit der Präsidentschaftskanzlei und dem Bundeskanzleramt befindet, von der Polizei ein Platzverbot verhängt. Laut Polizeiangaben gab es rund 5500 Demonstranten, die sich weitgehend friedlich verhielten.

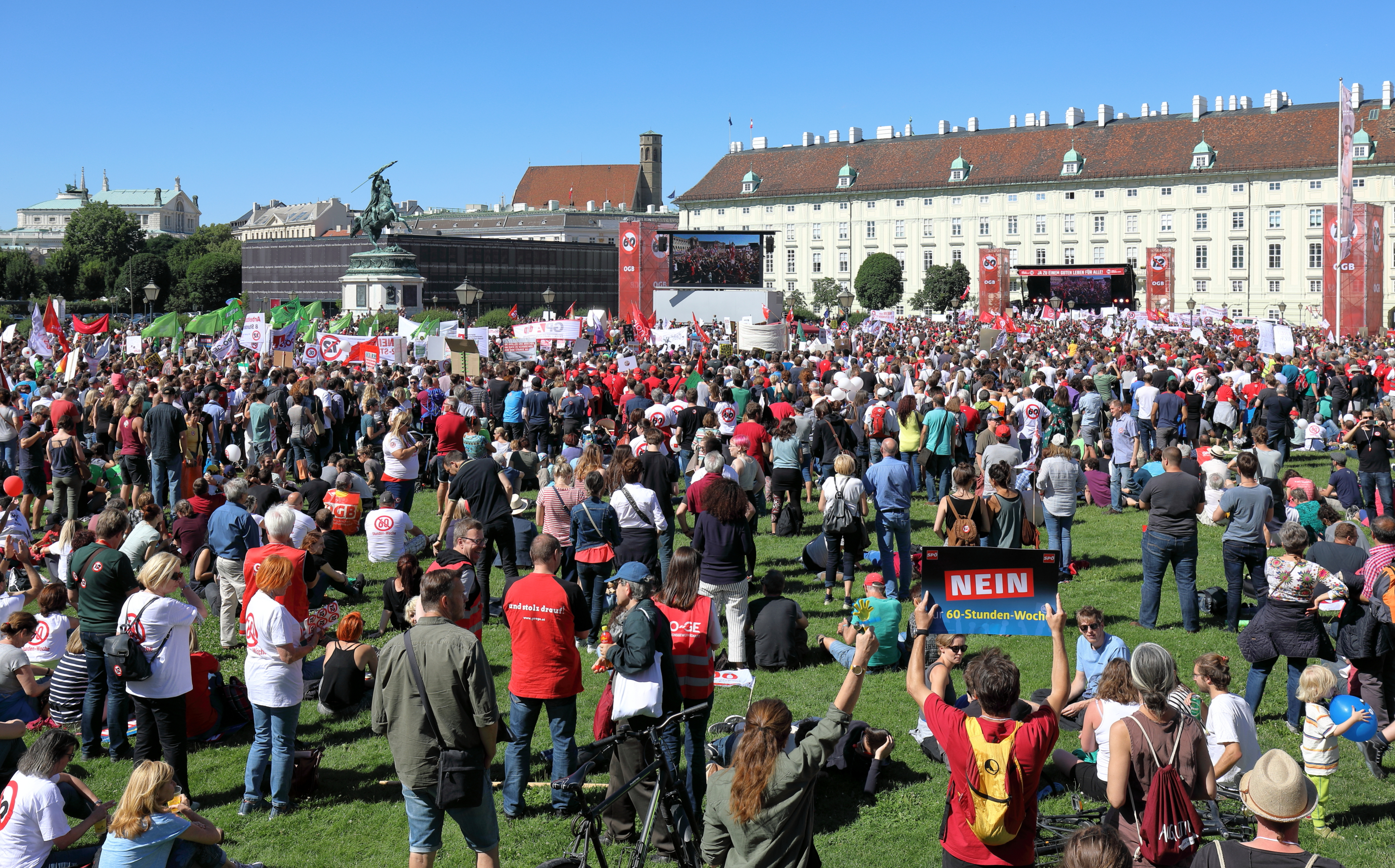
Abschlusskundgebung der Demonstration „Nein zum 12-Stunden-Tag“ mit rd. 80.000 Teilnehmern auf dem Heldenplatz

Am 13. Jänner 2018 fand in Wien gegen die Regierung eine Großdemonstration statt. Organisiert wurde die Demonstration von der Plattform für eine menschliche Asylpolitik, der Offensive gegen Rechts sowie der Plattform Radikale Linke und hatte laut Polizeiangaben mehr als 20.000 Teilnehmer.
Nachdem die Regierung im Zuge der Arbeitszeitenflexibilisierung einen Gesetzesentwurf vorlegte, der den 12-Stunden-Tag und die 60-Stunden-Woche gesetzlich ermöglicht, rief die Gewerkschaft zu einer Demonstration am 30. Juni 2018 auf, deren Abschlusskundgebung am Heldenplatz war. Diese Demonstration hatte nach Polizeiangaben rund 80.000 Teilnehmer, unter anderem Gewerkschaftsvertreter, SPÖ-Bundesparteichef Christian Kern und Wiens Bürgermeister Michael Ludwig (SPÖ).

## Weitere Affären der Bundesregierung Kurz I
- Ibiza-Affäre
  - Schredder-Affäre
- Casinos-Affäre

### Gasliefervertrag
2018 wurde im Bundeskanzleramt eine Verlängerung eines in 1968 mit der Sowjetunion geschlossenen Gasliefervertrag durch die ÖMV mit der Russischen Föderation, im Beisein von Wladimir Putin und Sebastian Kurz unterschrieben, was Österreich in starke Abhängigkeit brachte zur Russischen Föderation, welche bereits die Krim annexiert hatte. Letztere Verlängerung war an einem Höhepunkt Russisch-Österreichischer Beziehungen, welcher ein paar Monate nach Vertragsabschluss im Besuch von Wladimir Putin bei der Hochzeit von der damaligen Außenministerin Karin Kneissl, der ÖVP-FPÖ Koalition unter Sebastian Kurz, seine Pointierung fand.
Der Besuch war bereits damals international kontroversiell, und der Gasliefervertrag wurde nach Russlands Invasion der Ukraine zu einer kontroversiellen Belastung und begonnen mit einer Untersuchung aufzurollen.

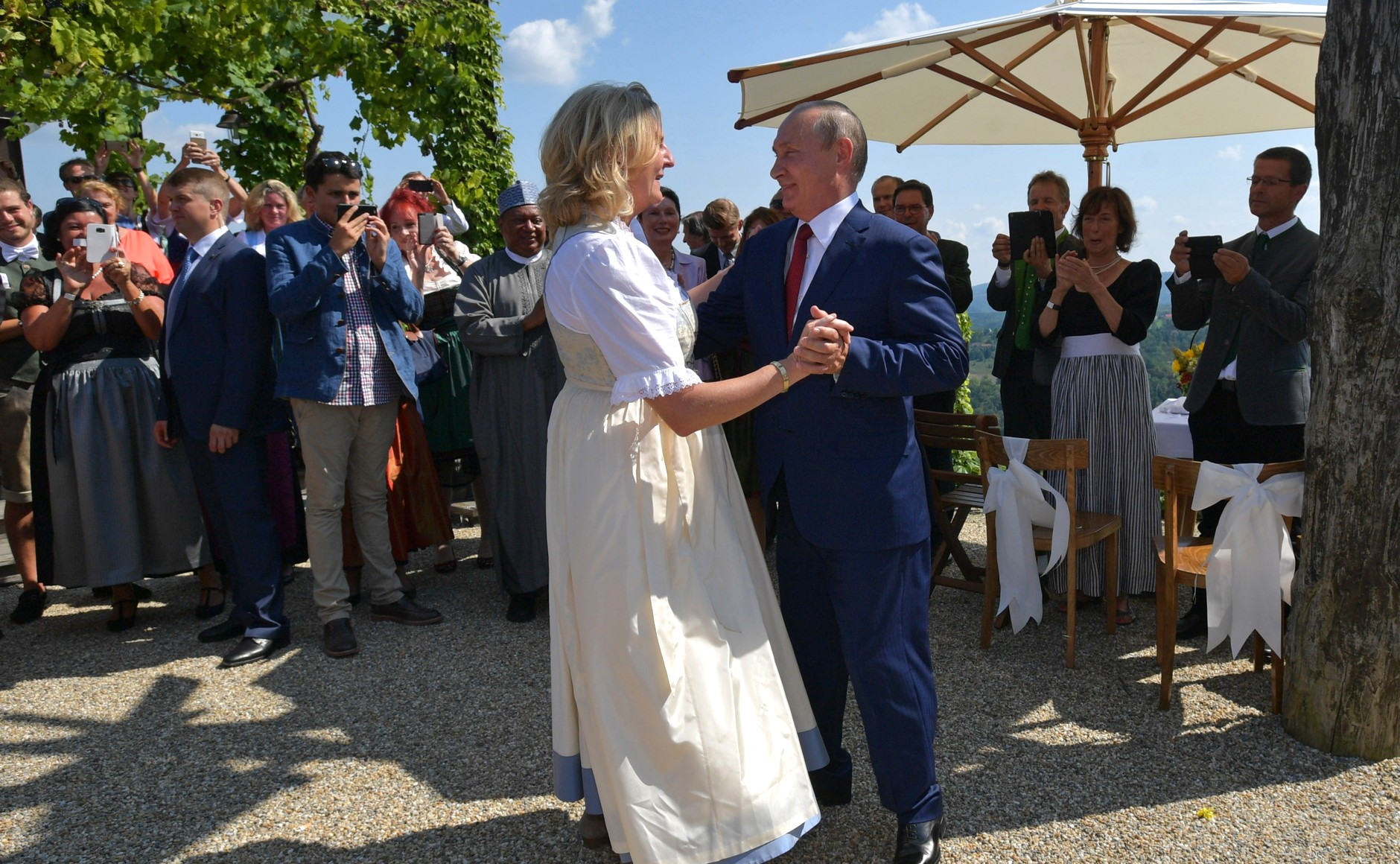
Wladimir Putin auf der Hochzeit von Karin Kneissl (2018)